# Pterolophia koreckae
Pterolophia koreckae är en skalbaggsart som beskrevs av Stefan von Breuning 1966. Pterolophia koreckae ingår i släktet Pterolophia och familjen långhorningar. Inga underarter finns listade i Catalogue of Life.